# Blup Blup
Blup Blup és una petita illa volcànica de Papua Nova Guinea que es troba al nord de Nova Guinea. Forma part de les illes Schouten.
L'illa està formada per un estratovolcà que s'eleva fins als 402 msnm i té una feble zona hidrotermal a la costa nord-oest. Fa 3,5 km de llargada per 2 km d'amplada i és la segona més gran del grup amb 3,5 km². Té una costa irregular i antigues colades de lava. La darrera erupció va tenir lloc durant l'Holocè. L'illa compta amb un escull ben desenvolupat i una estreta llacuna a la costa nord.